# FC Twente in het seizoen 2025/26 (vrouwen)
Het seizoen 2025/26 is het 19e jaar in het bestaan van de Enschedese vrouwenvoetbalclub FC Twente. De club komt uit in de Eredivisie en neemt ook deel aan het toernooi om de KNVB Beker. Door het behalen van de eerste plaats in het vorige voetbalseizoen is het team gekwalificeerd voor de Champions League.

## Selectie en technische staf

### Selectie
| Nr.             | Nat.               | Naam               | Competitie  | Competitie  | Beker       | Beker       | Supercup    | Supercup    | Eredivisie Cup | Eredivisie Cup | Champions League (kwalificaties) | Champions League (kwalificaties) | Totaal      | Totaal      | Seizoen bij FC Twente | Vorige club              | Contract     |
| Nr.             | Nat.               | Naam               | W           | Goal        | W           | Goal        | W           | Goal        | W              | Goal           | W                                | Goal                             | W           | Goal        | Seizoen bij FC Twente | Vorige club              | Contract     |
| Doelvrouwen     | Doelvrouwen        | Doelvrouwen        | Doelvrouwen | Doelvrouwen | Doelvrouwen | Doelvrouwen | Doelvrouwen | Doelvrouwen | Doelvrouwen    | Doelvrouwen    | Doelvrouwen                      | Doelvrouwen                      | Doelvrouwen | Doelvrouwen | Doelvrouwen           | Doelvrouwen              | Doelvrouwen  |
| --------------- | ------------------ | ------------------ | ----------- | ----------- | ----------- | ----------- | ----------- | ----------- | -------------- | -------------- | -------------------------------- | -------------------------------- | ----------- | ----------- | --------------------- | ------------------------ | ------------ |
| 16              | Vlag van België    | Diede Lemey        | 0           | 0           | 0           | 0           | 0           | 0           | 0              | 0              | 0                                | 0                                | 0           | 0           | 2e                    | SV Werder Bremen         | 30 juni 2026 |
| 22              | Vlag van Nederland | Fiene Bussman      | 0           | 0           | 0           | 0           | 0           | 0           | 0              | 0              | 0                                | 0                                | 0           | 0           | 3e                    | Ajax                     | 30 juni 2026 |
| ?               | Vlag van Nederland | Inge Tijink        | 0           | 0           | 0           | 0           | 0           | 0           | 0              | 0              | 0                                | 0                                | 0           | 0           | 4e                    | PEC Zwolle               | 30 juni 2027 |
| Verdedigsters   |                    |                    |             |             |             |             |             |             |                |                |                                  |                                  |             |             |                       |                          |              |
| 4               | Vlag van Nederland | Lieske Carleer     | 0           | 0           | 0           | 0           | 0           | 0           | 0              | 0              | 0                                | 0                                | 0           | 0           | 3e                    | Arizona State Sun Devils | 30 juni 2027 |
| 5               | Vlag van Nederland | Anna Knol          | 0           | 0           | 0           | 0           | 0           | 0           | 0              | 0              | 0                                | 0                                | 0           | 0           | 2e                    | Fortuna Sittard          | 30 juni 2026 |
| 11              | Vlag van Nederland | Alieke Tuin        | 0           | 0           | 0           | 0           | 0           | 0           | 0              | 0              | 0                                | 0                                | 0           | 0           | 2e                    | Fortuna Sittard          | 30 juni 2026 |
| 12              | Vlag van Nederland | Leonie Vliek       | 0           | 0           | 0           | 0           | 0           | 0           | 0              | 0              | 0                                | 0                                | 0           | 0           | 3e                    | PEC Zwolle               | 30 juni 2027 |
| 36              | Vlag van Nederland | Maud Koster        | 0           | 0           | 0           | 0           | 0           | 0           | 0              | 0              | 0                                | 0                                | 0           | 0           | 1e                    | Jeugd                    | 30 juni 2028 |
| Middenveldsters |                    |                    |             |             |             |             |             |             |                |                |                                  |                                  |             |             |                       |                          |              |
| 6               | Vlag van Nederland | Lynn Groenewegen   | 0           | 0           | 0           | 0           | 0           | 0           | 0              | 0              | 0                                | 0                                | 0           | 0           | 2e                    | Excelsior                | 30 juni 2027 |
| 8               | Vlag van Nederland | Danique van Ginkel | 0           | 0           | 0           | 0           | 0           | 0           | 0              | 0              | 0                                | 0                                | 0           | 0           | 4e                    | sc Heerenveen            | 30 juni 2027 |
| 10              | Vlag van Nederland | Jill Roord         | 0           | 0           | 0           | 0           | 0           | 0           | 0              | 0              | 0                                | 0                                | 0           | 0           | 6e                    | Manchester City          | 30 juni 2028 |
| 15              | Vlag van Nederland | Jill Diekman       | 0           | 0           | 0           | 0           | 0           | 0           | 0              | 0              | 0                                | 0                                | 0           | 0           | 3e                    | PEC Zwolle               | 30 juni 2026 |
| 18              | Vlag van Nederland | Sophie te Brake    | 0           | 0           | 0           | 0           | 0           | 0           | 0              | 0              | 0                                | 0                                | 0           | 0           | 5e                    | Jeugd                    | 30 juni 2026 |
| 19              | Vlag van Nederland | Sophie Proost      | 0           | 0           | 0           | 0           | 0           | 0           | 0              | 0              | 0                                | 0                                | 0           | 0           | 2e                    | Jong Ajax                | 30 juni 2027 |
| 23              | Vlag van Nederland | Suus Verdaasdonk   | 0           | 0           | 0           | 0           | 0           | 0           | 0              | 0              | 0                                | 0                                | 0           | 0           | 2e                    | Jeugd                    | 30 juni 2026 |
| 25              | Vlag van Nederland | Imre van der Vegt  | 0           | 0           | 0           | 0           | 0           | 0           | 0              | 0              | 0                                | 0                                | 0           | 0           | 2e                    | PEC Zwolle               | 30 juni 2027 |
| Aanvalsters     |                    |                    |             |             |             |             |             |             |                |                |                                  |                                  |             |             |                       |                          |              |
| 7               | Vlag van Nederland | Charlotte Hulst    | 0           | 0           | 0           | 0           | 0           | 0           | 0              | 0              | 0                                | 0                                | 0           | 0           | 2e                    | Fortuna Sittard          | 30 juni 2026 |
| 9               | Vlag van Nederland | Jaimy Ravensbergen | 0           | 0           | 0           | 0           | 0           | 0           | 0              | 0              | 0                                | 0                                | 0           | 0           | 3e                    | ADO Den Haag             | 30 juni 2027 |
| 17              | Vlag van IJsland   | Amanda Andradóttir | 0           | 0           | 0           | 0           | 0           | 0           | 0              | 0              | 0                                | 0                                | 0           | 0           | 2e                    | Valur Reykjavík          | 30 juni 2026 |
| 20              | Vlag van Nederland | Nikée van Dijk     | 0           | 0           | 0           | 0           | 0           | 0           | 0              | 0              | 0                                | 0                                | 0           | 0           | 2e                    | Oud-Heverlee Leuven      | 30 juni 2026 |
| 27              | Vlag van Nederland | Eva Oude Elberink  | 0           | 0           | 0           | 0           | 0           | 0           | 0              | 0              | 0                                | 0                                | 0           | 0           | 2e                    | Jeugd                    | 30 juni 2028 |
| 29              | Vlag van Nederland | Rose Ivens         | 0           | 0           | 0           | 0           | 0           | 0           | 0              | 0              | 0                                | 0                                | 0           | 0           | 3e                    | Jeugd                    | 30 juni 2027 |
| Nr.             | Nat.               | Naam               | W           | Goal        | W           | Goal        | W           | Goal        | W              | Goal           | W                                | Goal                             | W           | Goal        | Seizoen bij FC Twente | Vorige club              | Contract     |
| Nr.             | Nat.               | Naam               | Competitie  | Competitie  | Beker       | Beker       | Supercup    | Supercup    | Eredivisie Cup | Eredivisie Cup | Champions League kwalificatie    | Champions League kwalificatie    | Totaal      | Totaal      | Seizoen bij FC Twente | Vorige club              | Contract     |

### Legenda
| # | Reden                                          |
| - | ---------------------------------------------- |
|   | Heeft de club in het lopende seizoen verlaten. |

### Technische staf
| Naam               | Functie           |
| ------------------ | ----------------- |
| Corina Dekker      | Hoofdtrainer      |
| Dennis van den Ing | Assistent-trainer |

## Transfers

### Zomer

#### Aangetrokken 2025/26
| Nat.               | Naam        | Van               | Contract     | Bijzonderheden |
| ------------------ | ----------- | ----------------- | ------------ | -------------- |
| Vlag van Nederland | Jill Roord  | Manchester United | 30 juni 2028 |                |
| Vlag van Nederland | Inge Tijink | PEC Zwolle        | 30 juni 2027 |                |

#### Vertrokken 2025/26
| Nat.               | Naam                | Naar                | Bijzonderheden  |
| ------------------ | ------------------- | ------------------- | --------------- |
| Vlag van Nederland | Merel Bormans       | FC Utrecht          | Was al verhuurd |
| Vlag van Nederland | Kayleigh van Dooren | AC Milan            |                 |
| Vlag van Nederland | Kim Everaerts       | Oud-Heverlee Leuven |                 |
| Vlag van Australië | Daniela Galic       | Vittsjö GIK         |                 |
| Vlag van Nederland | Daniëlle de Jong    | Juventus FC         |                 |
| Vlag van Nederland | Sterre Kroezen      | sc Heerenveen       |                 |
| Vlag van Nederland | Liz Rijsbergen      | PSV                 |                 |
| Vlag van Nederland | Kiki Vissers        | De Graafschap       |                 |

### Jeugdopleiding

#### Aangetrokken 2025/26
| Nat.               | Naam        | Contract     | Bijzonderheden |
| ------------------ | ----------- | ------------ | -------------- |
| Vlag van Nederland | Maud Koster | 30 juni 2028 |                |

#### Vertrokken 2025/26
| Nat. | Naam | Naar | Bijzonderheden |
| ---- | ---- | ---- | -------------- |
|      |      |      |                |

### Winter

#### Aangetrokken 2025/26
| Nat. | Naam | Van | Bijzonderheden |
| ---- | ---- | --- | -------------- |
|      |      |     |                |
|      |      |     |                |

#### Vertrokken 2025/26
| Nat. | Naam | Naar | Bijzonderheden |
| ---- | ---- | ---- | -------------- |
|      |      |      |                |

## Wedstrijdstatistieken

### Oefenwedstrijden
| Oefenwedstrijd 1                                                              | PEC Zwolle                                                   | 2 – 4 (2 – 3)                                             | FC Twente                                                            | Opstelling FC Twente |
| 28 juni 2025 Aanvangstijd: 14.00 uur Plaats: Hattem Sportpark 't Achterveen   | Hanna Huizenga 11' Ilvy Zijp 34'                             | Wedstrijdverslag                                          | 10', 44' Nikée van Dijk 35' Alieke Tuin 70' (pen) Jaimy Ravensbergen | Bussman ( 46' Tijink), Van der Vegt, Te Brake ( 46' Knol), Carleer ( 60' Booij), Tuin ( 46' Wiefferink), Van Ginkel ( 46' Koster), Groenewegen ( 68' Proost), Gelevert ( 68' Diekman), Van Dijk, Ravensbergen, Oudenampsen ( 68' Oude Elberink) |
| Oefenwedstrijd 2                                                              | FC Utrecht                                                   | 1 – 3 (1 – 1)                                             | FC Twente                                                            | Opstelling FC Twente |
| 4 juli 2025 Aanvangstijd: 14.00 uur Plaats: Utrecht SV Kampong                | Tami Groenendijk 45'                                         | Wedstrijdverslag                                          | 26' Imre van der Vegt 60' Jaimy Ravensbergen 87' Danique van Ginkel  | Eerste helft: Tijink, Van der Vegt, Knol, Koster, Oudenampsen ( 33' Tuin), Brake, Diekman ( 37' Gelevert), Groenewegen, Pennock, Van Dijk, Oude Elberink Tweede helft: Lemey, Van der Vegt ( 69' Te Brake), Knol, Carleer, Tuin, Groenewegen, Van Ginkel, Gelevert ( 65' Koster), Oudenampsen ( 79' Gelevert), Ravensbergen, Van Dijk ( 65' Pennock) |
| Oefenwedstrijd 3                                                              | VfL Bochum                                                   | 2 – 4 (0 – 1)                                             | FC Twente                                                            | Opstelling FC Twente |
| 11 juli 2025 Aanvangstijd: 18.30 uur Plaats: Bochum                           | Lara Kirkby 79' Mara Kanoĝlu 87'                             | Wedstrijdverslag                                          | 11' Nikée van Dijk 59', 81' Jaimy Ravensbergen 62' Alieke Tuin       | Lemey ( 46' Bussman), Van der Vegt ( 27' Koster), Carleer ( 46' Te Brake), Knol, Tuin, Gelevert, Diekman ( 32' Wiefferink), Groenewegen, Pennock ( 46' Booij), Ravensbergen, Van Dijk |
| Oefenwedstrijd 4                                                              | FC Twente                                                    | 1 – 2 (0 – 1) (0 – 2)                                     | London City Lionesses                                                | Opstelling FC Twente |
| 1 augustus 2025 Aanvangstijd: 18.30 uur Plaats: Arnhem Sportcentrum Papendal  | Alieke Tuin 46'                                              | Wedstrijdverslag                                          | 7' Onbekend 42' Onbekend                                             | Lemey ( 30' Tijink) ( 60' Bussman), Van der Vegt ( 55' Diekman), Carleer ( 60' Koster), Knol, Tuin ( 70' Oudenampsen), Groenewegen, Te Brake, Proost ( 45' Van Dijk), Andradóttir ( 60' Gelevert), Oude Elberink ( 70' Hulst), Ravensbergen ( 80' Pennock)                                                                                           |
| Oefenwedstrijd 5                                                              | SG Essen-Schönebeck                                          | 2 – 0 (1 – 0)                                             | FC Twente                                                            | Opstelling FC Twente |
| 9 augustus 2025 Aanvangstijd: 17.00 uur Plaats: Essen Helmut-Rahn Sportanlage | Natasha Kowalski 37' Jette ter Horst 88'                     | Wedstrijdverslag                                          |                                                                      | Tijink, Van der Vegt ( 72' Te Brake), Knol, Carleer, Tuin, Proost ( 46' Gelevert), Roord ( 62' Hulst), Groenewegen, Andradóttir ( 72' Diekman), Ravensbergen, Oude Elberink ( 65' Van Dijk) |
| Oefenwedstrijd 6                                                              | FC Twente                                                    | 2 – 1 (1 – 1)                                             | RSC Anderlecht                                                       | Opstelling FC Twente |
| 13 augustus 2025 Aanvangstijd: 14.00 uur Plaats: Nuenen Sportpark Oude Landen | Charlotte Hulst 25' Jaimy Ravensbergen 89' (pen)             | Wedstrijdverslag                                          | 45' Onbekend                                                         | Lemey, Vliek ( 31' Diekman ( 80' Gelevert), Knol, Carleer ( 85' Wiefferink), Tuin ( 88' Oudenampsen), Te Brake, Roord ( 46' Andradóttir), Groenewegen, Hulst ( 46' Ravensbergen), Van Dijk, Ivens ( 31' Proost) |
| Oefenwedstrijd 7                                                              | SV Werder Bremen                                             | 3 – 3 (1 – 1)                                             | FC Twente                                                            | Opstelling FC Twente |
| 17 augustus 2025 Aanvangstijd: 14.00 uur Plaats: Bramsche Tus Engter          | Medina Desic 17' (pen) Tuana Mahmoud 47' Amira Arfaoui 90+1' | Wedstrijdverslag FC Twente Wedstrijdverslag Werder Bremen | 20' Jill Roord 55' Rose Ivens 68' Nikée van Dijk                     | Lemey, Vliek ( 60' Wiefferink), Carleer, Knol, Tuin, Diekman ( 46' Andradóttir), Roord, Te Brake ( 75' Verdaasdonk), Proost ( 46' Ivens) ( 75' Pennock), Ravensbergen ( 75' Oude Elberink), Hulst ( 60' Van Dijk) |

### Eredivisie
|       | ADO Den Haag | Ajax | AZ Alkmaar | Excelsior | Feyenoord | sc Heerenveen | Hera United / Telstar | NAC Breda | PEC Zwolle | PSV | FC Utrecht |
| ----- | ------------ | ---- | ---------- | --------- | --------- | ------------- | --------------------- | --------- | ---------- | --- | ---------- |
| Thuis | –            | –    | –          | –         | –         | –             | –                     | –         | –          | –   | –          |
| Uit   | –            | –    | –          | –         | –         | –             | –                     | –         | –          | –   | –          |

| Speelronde 1                                                                            | sc Heerenveen | – ( – )          | FC Twente     | Opstelling FC Twente |
| 6 september 2025 Aanvangstijd: 14.00 uur Plaats: Heerenveen Sportpark Skoatterwald      |               | Wedstrijdverslag |               |                      |
| Speelronde 2                                                                            | FC Twente     | – ( – )          | NAC Breda     | Opstelling FC Twente |
| 21 september 2025 Aanvangstijd: 16.45 uur Plaats: Enschede Sportpark Schreurserve       |               | Wedstrijdverslag |               |                      |
| Speelronde 3                                                                            | PEC Zwolle    | – ( – )          | FC Twente     | Opstelling FC Twente |
| 28 september 2025 Aanvangstijd: 16.45 uur Plaats: Zwolle Sportpark Schreurserve         |               | Wedstrijdverslag |               |                      |
| Speelronde 4                                                                            | PSV'          | – ( – )          | FC Twente     | Opstelling FC Twente |
| 4 oktober 2025 Aanvangstijd: 14.00 uur Plaats: Eindhoven PSV Campus De Herdgang         |               | Wedstrijdverslag |               |                      |
| Speelronde 5                                                                            | FC Twente     | – ( – )          | FC Utrecht    | Opstelling FC Twente |
| 11 oktober 2025 Aanvangstijd: 14.00 uur Plaats: Enschede Sportpark Schreurserve         |               | Wedstrijdverslag |               |                      |
| Speelronde 6                                                                            | ADO Den Haag  | – ( – )          | FC Twente     | Opstelling FC Twente |
| 2 november 2025 Aanvangstijd: 16.45 uur Plaats: Den Haag Bingoal Stadion                |               | Wedstrijdverslag |               |                      |
| Speelronde 7                                                                            | FC Twente     | – ( – )          | Feyenoord     | Opstelling FC Twente |
| 8 november 2025 Aanvangstijd: 14.00 uur Plaats: Enschede Sportpark Schreurserve         |               | Wedstrijdverslag |               |                      |
| Speelronde 8                                                                            | Excelsior     | – ( – )          | FC Twente     | Opstelling FC Twente |
| 23 november 2025 Aanvangstijd: 16.45 uur Plaats: Rotterdam Stadion Woudestein           |               | Wedstrijdverslag |               |                      |
| Speelronde 9                                                                            | FC Twente     | – ( – )          | AZ            | Opstelling FC Twente |
| 6 december 2025 Aanvangstijd: 14.00 uur Plaats: Enschede Sportpark Schreurserve         |               | Wedstrijdverslag |               |                      |
| Speelronde 10                                                                           | Telstar       | – ( – )          | FC Twente     | Opstelling FC Twente |
| 21 december 2025 Aanvangstijd: 12.15 uur Plaats: Velsen-Zuid 711 Stadion                |               | Wedstrijdverslag |               |                      |
| Speelronde 11                                                                           | FC Twente     | – ( – )          | Ajax          | Opstelling FC Twente |
| 17-18 januari 2026 Aanvangstijd: n.t.b. Plaats: Enschede Sportpark Schreurserve         |               | Wedstrijdverslag |               |                      |
| Speelronde 12                                                                           | AZ            | – ( – )          | FC Twente     | Opstelling FC Twente |
| 24-25 januari 2026 Aanvangstijd: n.t.b. Plaats: Wijdewormer AFAS Trainingscomplex       |               | Wedstrijdverslag |               |                      |
| Speelronde 13                                                                           | FC Twente     | – ( – )          | Excelsior     | Opstelling FC Twente |
| 31 januari-1 februari 2026 Aanvangstijd: n.t.b. Plaats: Enschede Sportpark Schreurserve |               | Wedstrijdverslag |               |                      |
| Speelronde 14                                                                           | FC Twente     | – ( – )          | sc Heerenveen | Opstelling FC Twente |
| 7-14-15 februari 2026 Aanvangstijd: n.t.b. Plaats: Enschede Sportpark Schreurserve      |               | Wedstrijdverslag |               |                      |
| Speelronde 15                                                                           | Ajax          | – ( – )          | FC Twente     | Opstelling FC Twente |
| 21-22 februari 2026 Aanvangstijd: n.t.b. Plaats: Amsterdam Sportpark De Toekomst        |               | Wedstrijdverslag |               |                      |
| Speelronde 16                                                                           | Feyenoord     | – ( – )          | FC Twente     | Opstelling FC Twente |
| 14-15 maart 2026 Aanvangstijd: n.t.b. Plaats: Rotterdam Sportcomplex Varkenoord         |               | Wedstrijdverslag |               |                      |
| Speelronde 17                                                                           | FC Twente     | – ( – )          | Telstar       | Opstelling FC Twente |
| 21-28-29 maart 2025 Aanvangstijd: n.t.b. Plaats: Enschede Sportpark Schreurserve        |               | Wedstrijdverslag |               |                      |
| Speelronde 18                                                                           | FC Twente     | – ( – )          | ADO Den Haag  | Opstelling FC Twente |
| 4-5 april 2026 Aanvangstijd: n.t.b. Plaats: Enschede Sportpark Schreurserve             |               | Wedstrijdverslag |               |                      |
| Speelronde 19                                                                           | FC Utrecht    | – ( – )          | FC Twente     | Opstelling FC Twente |
| 25-26 april 2025 Aanvangstijd: n.t.b. Plaats: Utrecht Sportcomplex Zoudenbalch          |               | Wedstrijdverslag |               |                      |
| Speelronde 20                                                                           | FC Twente     | – ( – )          | PEC Zwolle    | Opstelling FC Twente |
| 2-3 mei 2025 Aanvangstijd: n.t.b. Plaats: Enschede Sportpark Schreurserve               |               | Wedstrijdverslag |               |                      |
| Speelronde 21                                                                           | NAC Breda     | – ( – )          | FC Twente     | Opstelling FC Twente |
| 8 mei 2025 Aanvangstijd: 20.00 uur Plaats: Breda Sportpark Heksenwiel                   |               | Wedstrijdverslag |               |                      |
| Speelronde 22                                                                           | FC Twente     | – ( – )          | PSV           | Opstelling FC Twente |
| 22 mei 2025 Aanvangstijd: 20.00 uur Plaats: Enschede Sportpark Schreurserve             |               | Wedstrijdverslag |               |                      |

### Supercup
| Finale                                                                     | FC Twente | – ( – )          | PSV | Opstelling FC Twente |
| 23 augustus 2025 Aanvangstijd: 14.00 uur Plaats: Enschede De Grolsch Veste |           | Wedstrijdverslag |     |                      |

### Champions League
| Eerste Ronde                                                                     | FC Twente | – ( – )          | Rode Ster Belgrado       | Opstelling FC Twente |
| 27 augustus 2025 Aanvangstijd: 19.00 uur Plaats: Enschede Sportpark Schreurserve |           | Wedstrijdverslag |                          |                      |
| Tweede Ronde                                                                     | FC Twente | – ( – )          | Breiðablik / Athlone WFC | Opstelling FC Twente |
| 30 augustus 2025 Aanvangstijd: nnb. uur Plaats: Enschede Sportpark Schreurserve  |           | Wedstrijdverslag |                          |                      |

## Statistieken FC Twente 2025/2026

### Tussenstand FC Twente in de Nederlandse Eredivisie Vrouwen Eredivisie 2025 / 2026
| Stand | Gespeeld | Gewonnen | Gelijk | Verloren | Punten | Doelpunten voor | Doelpunten tegen | Gele kaarten | Rode kaarten |
| ----- | -------- | -------- | ------ | -------- | ------ | --------------- | ---------------- | ------------ | ------------ |
|       |          |          |        |          |        |                 |                  |              |              |

### Topscorers
| #              | Naam   | Goal |
| -------------- | ------ | ---- |
| 1.             |        |      |
| Eigen doelpunt |        |      |
| 1.             |        |      |
| Totaal         | Totaal | 0    |

| #      | Naam   | Goal |
| ------ | ------ | ---- |
| 1.     |        |      |
| Totaal | Totaal | 0    |

| #      | Naam   | Goal |
| ------ | ------ | ---- |
| 1.     |        |      |
| Totaal | Totaal | 0    |

| #      | Naam   | Goal |
| ------ | ------ | ---- |
| 1.     |        |      |
| Totaal | Totaal | 0    |

| #      | Naam   | Goal |
| ------ | ------ | ---- |
| 1.     |        |      |
| Totaal | Totaal | 0    |

| #      | Naam               | Goal |
| ------ | ------------------ | ---- |
| 1.     | Jaimy Ravensbergen | 5    |
| 2.     | Nikée van Dijk     | 4    |
| 3.     | Alieke Tuin        | 2    |
| 4.     | Danique van Ginkel | 1    |
| 4.     | Charlotte Hulst    | 1    |
| 4.     | Rose Ivens         | 1    |
| 4.     | Jill Roord         | 1    |
| 4.     | Alieke Tuin        | 1    |
| 4.     | Imre van der Vegt  | 1    |
| Totaal | Totaal             | 17   |

### Kaarten
| #      | Naam   | Kreeg geel |
| ------ | ------ | ---------- |
| 1.     |        |            |
| Totaal | Totaal | 0          |

| #      | Naam   | Kreeg voor de tweede keer geel en dus rood |
| ------ | ------ | ------------------------------------------ |
| –      |        | 0                                          |
| Totaal | Totaal | 0                                          |

| #      | Naam   | Weggestuurd |
| ------ | ------ | ----------- |
| 1.     |        |             |
| Totaal | Totaal | '           |

## Voetnoten
ADO Den Haag · 
Ajax · 
AZ · 
Excelsior Rotterdam · 
Feyenoord · 
sc Heerenveen · 
NAC Breda · 
PEC Zwolle · 
PSV · 
Telstar · 
FC Twente · 
FC Utrecht